# Constantin Teodorescu
Constantin Teodorescu (25. siječnja 1863. – Bukurešt, 1942.) je bio rumunjski general i vojni zapovjednik. Tijekom Prvog svjetskog rata zapovijedao je 17. divizijom.

## Vojna karijera
Constantin Teodorescu rođen je 25. siječnja 1863. godine. Od 1881. godine pohađa Vojnu školu za dočasnike. Nakon završetka iste, od 1883. pohađa Vojnu školu za pješaštvo i konjaništvo. Čin poručnika dostiže 1887. godine, u čin satnika promaknut je 1893. godine, dok je u čin bojnika unaprijeđen 1900. godine. Od 1893. pohađa i Ratnu školu u Bukureštu koju okončava 1895. godine. Godine 1903. promaknut je u čin potpukovnika, dok čin pukovnika dostiže 1911. godine. Tijekom karijere zapovijeda raznim jedinicama, između ostalog, 21. pješačkom pukovnijom, te obnaša dužnost načelnika stožera II. korpusa i načelnika odjela u ministarstvu rata. Godine 1913. sudjeluje u Drugom balkanskom ratu, dok je 1915. promaknut u čin brigadnog generala.

## Prvi svjetski rat
Nakon ulaska Rumunjske u rat na strani Antante Teodorescu dobiva zapovjedništvo nad 17. divizijom koja se nalazila u sastavu 3. armije kojom je zapovijedao Mihail Aslan. Uz 17. diviziju Teodorescu zapovijeda i utvrđenim područjem Turtucaia. Njemačko-bugarske snage pod zapovjedništvom Augusta von Mackensena započele su 24. kolovoza 1916. ofenzivu, te su ubrzo okružile tvrđavu Turtucaiau koju se nazivalo "rumunjskim Verdunom". Počele su napadima na istu, te su tvrđavu zauzele nakon pet dana borbi 6. rujna 1916. godine zarobivši preko 28.000 rumunjskih vojnika. Zbog pada tvrđave, što je uzrokovano, između ostalog, i lošim zapovijedanjem, Teodorescu je smijenjen s mjesta zapovjednika 17. divizije.

## Poslije rata
Nakon smjene Teodorescu je obnašao manje važne dužnosti. Preminuo je 1942. godine u Bukureštu.